# Dienville
Dienville – miejscowość i gmina we Francji, w regionie Grand Est, w departamencie Aube.
Według danych na rok 1990 gminę zamieszkiwało 796 osób, a gęstość zaludnienia wynosiła 39 osób/km².

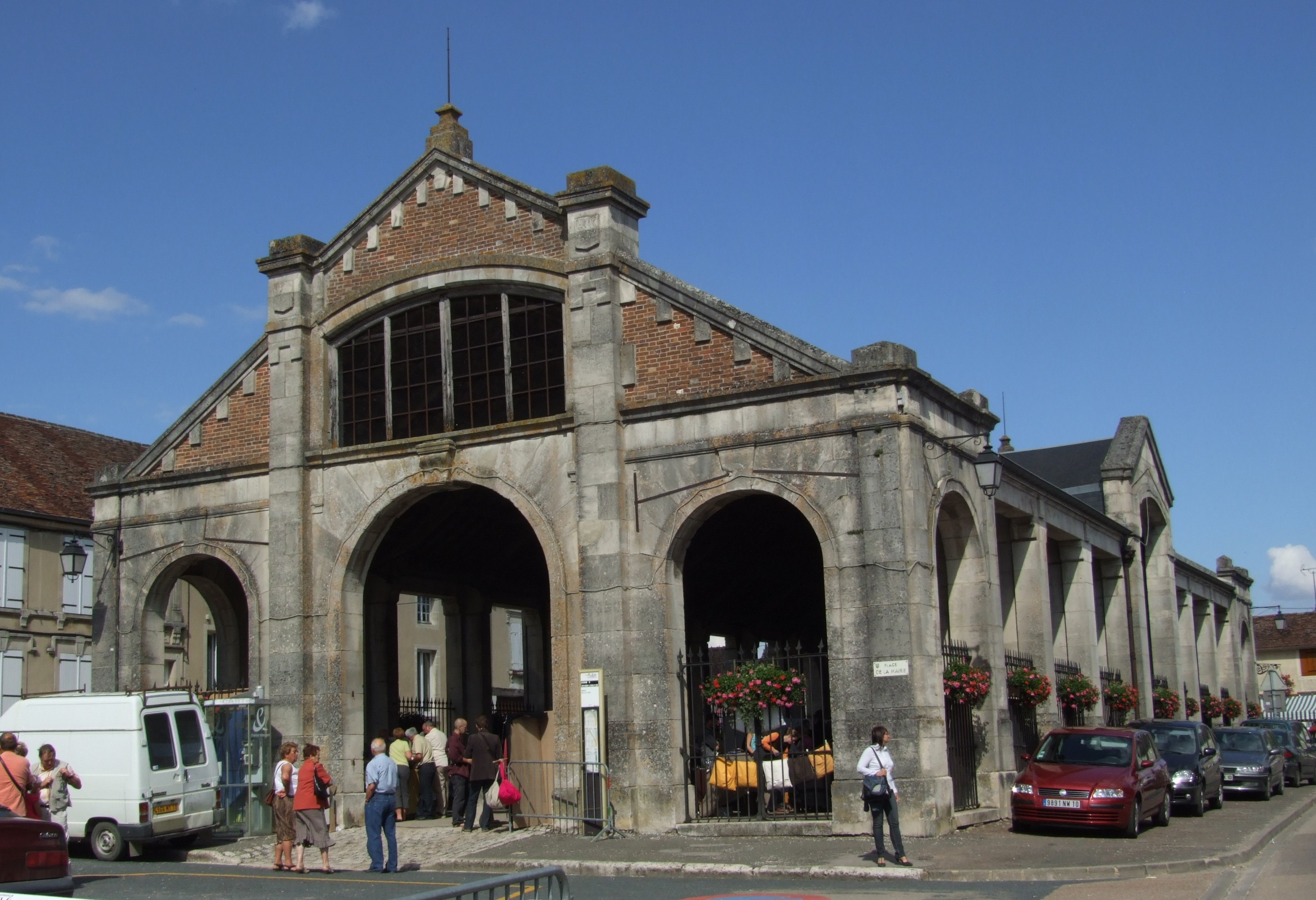
Hala Targowa w Dienville, 2008
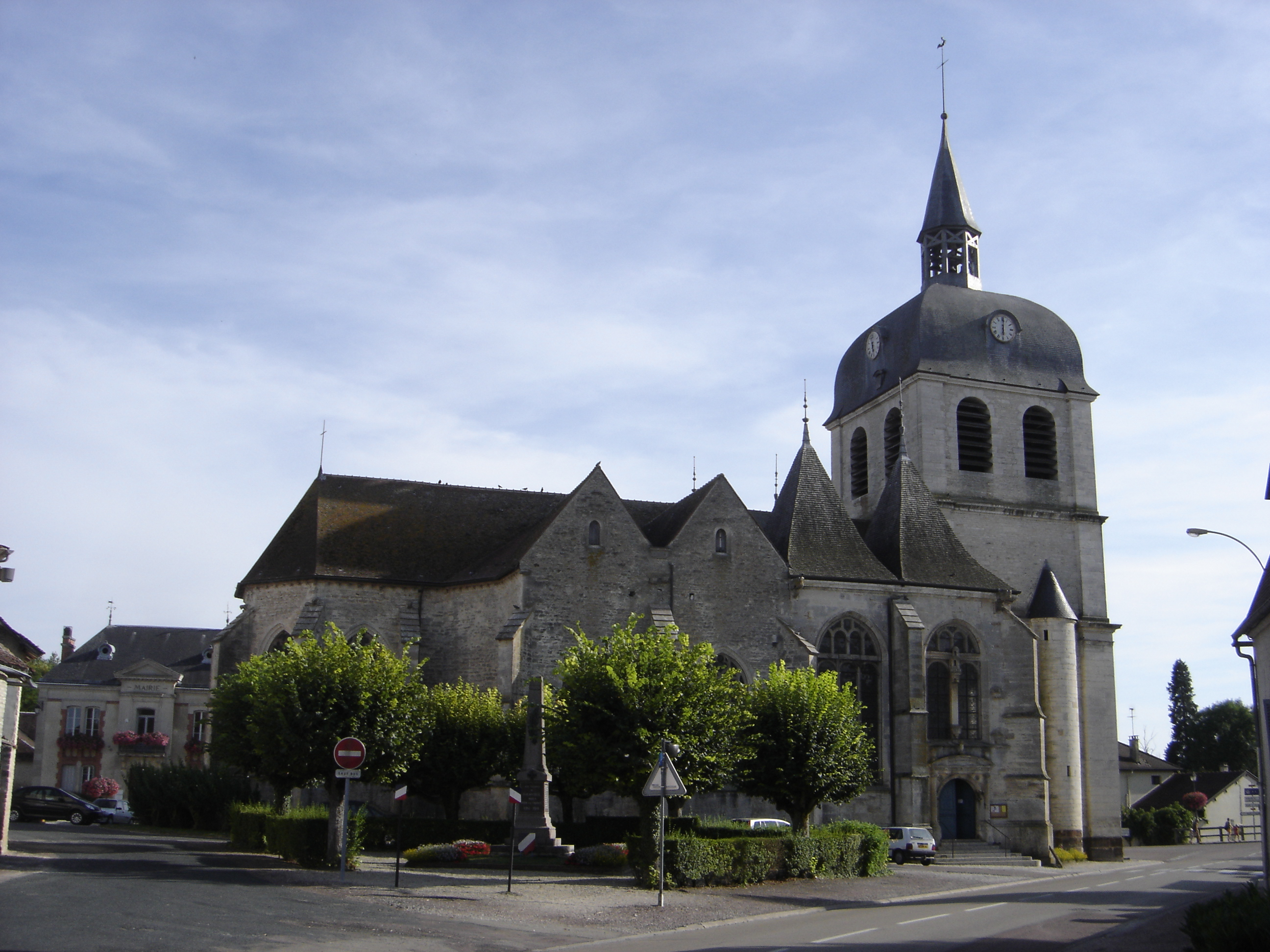
Kościół w Dienville, 2009